# علم كلكتا

علم كلكتا

كان علم كلكتا أحد أول الأعلام غير الرسمية للهند. صُمم بواسطة ساشيندرا براساد بوس وهيمشاندرا كانونغو، وأُعلن عنه في 7 أغسطس 1906 في ساحة بارسي باجان (حديقة جرير) في كلكتا. كان "علم استقلال الهند"، الذي رفعته السيدة بيكاجي كاما في المؤتمر الاشتراكي الدولي في شتوتغارت بألمانيا، مستندًا إلى علم كلكتا.

## التصميم
كان العلم يحتوي على ثلاثة أشرطة أفقية متساوية العرض، حيث كان الجزء العلوي برتقالي اللون، والوسط أصفر اللون، والجزء السفلي أخضر اللون. وكان يحتوي على ثمانية زهور لوتس نصف مفتوحة على الشريط العلوي تمثل المقاطعات الثمانية للهند البريطانية وصورة للشمس والقمر الهلال على الشريط السفلي. वन्दे मातरम्</link> (تم نقش عبارة " فاندي ماتارام" ، والتي تعني "أمي، أنحني لك!") في المنتصف باللغة الديفاناغارية .